# Червонопрапорська сільська рада
| Червонопрапорська сільська рада — колишній орган місцевого самоврядування у Перевальському районі Луганської області з адміністративним центром у с-щі Червоний Прапор. Водоймища на території, підпорядкованій даній раді: річка Лозова. Сільській раді підпорядковані населені пункти: - с-ще Червоний Прапор - с. Веселогорівка - с. Надарівка - с-ще Новий - с. Оленівка - с. Польове - с. Степанівка |

## Склад ради
Рада складається з 16 депутатів та голови.

### Керівний склад ради
| ПІБ                    | Основні відомості                                                                       | Дата обрання | Дата звільнення |
| ---------------------- | --------------------------------------------------------------------------------------- | ------------ | --------------- |
| Діденко Євген Іванович | Сільський голова, 1957 року народження, освіта, член народної партії                    | 26.03.2006   | 31.10.2010      |
| Діденко Євген Іванович | Сільський голова, 1957 року народження, освіта середня спеціальна, член Партії регіонів | 31.10.2010   |                 |

Примітка: таблиця складена за даними джерела